# Emil Macieliński
Emil Macieliński ps. Kornel, Rey, Odrowąż, Sas, Pomian (ur. 8 kwietnia 1892 w Stryju, zm. 17 grudnia 1941 w Warszawie) – major kawalerii Wojska Polskiego, komendant Obszaru ZWZ Nr 3 we Lwowie.

## Życiorys
W okresie od lipca 1919 r. do października 1923 r. dowodził szwadronem karabinów maszynowych 17 pułku ułanów. W lutym 1924 został przeniesiony z 8 do 16 pułku ułanów w Bydgoszczy, w którym pełnił służbę na stanowiskach: oficera broni gazowej, dowódcy szwadronu karabinów maszynowych i referenta wyszkolenia. W kwietniu 1925 roku został przeniesiony do 18 pułku ułanów w Grudziadzu na stanowisko kwatermistrza. Następnie był komendantem Szkoły Podoficerów Zawodowych i dowódcą Szwadronu Szkolnego Kawalerii Nr 3 3 Dywizji Kawalerii w Biedrusku. We wrześniu 1926 powrócił do macierzystego 18 puł na stanowisko kwatermistrza. Z dniem 6 marca 1929 roku został przeniesiony do kadry oficerów kawalerii z równoczesnym przeniesieniem służbowym do Inspektoratu Armii w Warszawie na stanowisko referenta, a w lipcu tego roku do Inspektoratu Armii we Lwowie. Od stycznia 1931 r. do lutego 1932 r. pełnił funkcję Rejonowego Inspektora Koni w Gródku Jagiellońskim (przed nim tę funkcję sprawował mjr Zygmunt Wrześniowski, a po nim mjr Edward Baranowicz). W kwietniu 1932 przeniesiony został w stan spoczynku.
Od schyłku 1939 działał w ZWZ we Lwowie. W kwietniu 1940 mianowany komendantem Obszaru Nr 3 we Lwowie, p.o. dowódcy lwowskiego ZWZ (ZWZ-1). Dwa (lub więcej) razy był zatrzymywany przez NKWD i trzymany w więzieniu, a następnie wypuszczany, co było standardową metodą kontaktu NKWD z agentem.  Podejrzewany był, że wydał NKWD szereg działaczy ZWZ, m.in. Komendanta ZWZ okupacji sowieckiej gen. Leopolda Okulickiego, Karolinę Lanckorońską i księdza Włodzimierza Cieńskiego.
Po ataku Niemiec na ZSRR i okupacji Lwowa przez Wehrmacht, 11 września 1941 r. prokurator Sądu Kapturowego przy Komendzie Głównej ZWZ w Warszawie kpt. Lucjan Milewski ps. Baczyński skierował przeciwko niemu akt oskarżenia do sądu, w którym zarzucił mu, że od stycznia 1940 r. do czerwca 1941 r. współpracował z władzami sowieckimi ujawniając informacje o stanie ZWZ oraz ujawniając nazwiska członków organizacji przez to spowodował m.in. aresztowania ppłk. dypl. Stanisława Pstrokońskiego ps.„ Łoziński”, kpt. Romana Kędzierskiego ps. „Sosna”, szefa wywiadu ZWZ-1 i Włodzimierza Kordeckiego ps. „Marcyniuk” - kuriera Komendy Głównej ZWZ tj. popełnienie czynu z art. 12 par. 2 rozporządzenia prezydenta Rzeczypospolitej Polskiej z 24.10.1934 r. o niektórych przestępstwach przeciwko bezpieczeństwu państwa (Dz. U. R. P. z 1934 r., Nr 94, poz. 851). Sprawa karna E. Macielińskiego została zarejestrowana za nr K I 2/41. Po przeprowadzeniu rozprawy Sąd Kapturowy przy Komendzie Głównej ZWZ w Warszawie, w składzie płk Konrad Zieliński ps. „Karola”, „Andrzej” (NN) i por. Wacław Osiński ps. „Kos”, wyrokiem z dnia 26 września 1941 uznał E. Macielińskiego za winnego zarzucanego czynu i skazał go na karę śmierci. Wyrok, po zatwierdzeniu 25 października 1941 r. przez komendanta głównego ZWZ Stefana Grota-Roweckiego, wykonał w dniu 17 grudnia 1941 r. Warszawie ppor. Leszek Kowalewski ps. „Twardy” z komórki 993/W tj. oddziału likwidacyjnego Wydziału Bezpieczeństwa i Kontrwywiadu Komendy Głównej ZWZ. Rozkazem oficerskim nr 56 z dnia 18 grudnia 1941 r. gen. Stefan Rowecki ps. „Grot” wskazał, że ppłk E. Macieliński popełnił zdradę Polski i akcję wojskowo-niepodległościową przechodząc na służbę wroga, za co skazano go na karę śmierci.
Jerzy Węgierski twierdził, że w sprawie Emila Macielińskiego doszło do pomyłki sądowej. Wojskowy Sąd Specjalny orzekając karę śmierci miał oprzeć się na fałszywych dowodach dostarczonych przez kpt. Edwarda Metzgera i por. Edwarda Golę, agentów NKWD, zdemaskowanych i skazanych na śmierć wyrokami Wojskowego Sądu Specjalnego ZWZ, zatwierdzonych przez Komendanta ZWZ Stefana Grota-Roweckiego 20 listopada 1941, a także na meldunkach składanych przez mjr. Aleksandra Klotza, który miał żywić osobistą niechęć do Emila Macielińskiego. Jerzy Węgierski zarzucał Macielińskiemu skrajną nieudolność, ale nie zdradę. W sprzeczności z tą teorią jest treść meldunku pułkownika Leopolda Okulickiego, który otwarcie pisze o Macielińskim jako o agencie NKWD, a także wspomnienia Karoliny Lanckorońskiej i Aleksandra Klotza i raport ppłk. dypl. Stanisława Pstrokońskiego ps.„ Lubicz” sporządzony w 1941 po uwolnieniu z więzienia sowieckiego.

## Awanse
- major – 1 grudnia 1924 r. ze starszeństwem z dniem 15 sierpnia 1924 r. i 36 lokatą w korpusie oficerów kawalerii

## Ordery i odznaczenia
- Krzyż Srebrny Orderu Wojskowego Virtuti Militari (30 czerwca 1921)[17]
- Złoty Krzyż Zasługi (17 marca 1930)[18]
- Odznaka Pamiątkowa Generalnego Inspektora Sił Zbrojnych (12 maja 1936)